# エルヴィン・ズカノヴィッチ
エルヴィン・ズカノヴィッチ（Ervin Zukanović, 1987年2月11日 - ）は、ボスニア・ヘルツェゴビナ（旧ユーゴスラビア）・サラエヴォ出身の元サッカー選手。元ボスニア・ヘルツェゴビナ代表。現役時代のポジションはDF（CB、LSB）。

## 経歴

### クラブ
FKジェリェズニチャル・サラエヴォの下部組織出身。オーストリア、ドイツ、ベルギーのクラブを転々としてキャリアを積み、2014年6月20日にKAAヘントからイタリア・セリエAのACキエーヴォ・ヴェローナへレンタル移籍。2014年9月24日のサンプドリア戦でセリエAデビューを果たした。
2015年夏、インテル・ミラノへの移籍で合意に達したが、直前で破談となり2015年7月16日にUCサンプドリアへ完全移籍。サンプドリアでは半年で16試合3得点を記録した。
2016年1月29日、ASローマへ買取オプション付きレンタルで移籍。しかしコスタス・マノラスとアントニオ・リュディガーからポジションを奪うことは出来ず、2016年7月21日にアタランタBCへ買取オプション付きの1年契約でレンタル移籍。4位に躍進したアタランタの中でポジションをつかみ取ることはできず、2017年7月11日にジェノアCFCへ再びレンタルで移籍。
2019年8月1日、サウジ・プロフェッショナルリーグのアル・アハリへ2年契約で加入。しかし、リーグ戦において3試合の出場に終わり、2020年2月1日にS.P.A.L.へシーズン終了までの契約で移籍し半年でイタリアへ復帰した。
2020年8月、トルコのチームであるファティ・カラギュムリュクSKに移籍。
2022年8月、ギリシャのアステラス・トリポリスFCに移籍。
2024年7月16日、現役引退を表明した。

### 代表
2012年10月16日に行われた2014W杯・欧州予選のリトアニア戦でボスニア・ヘルツェゴビナ代表として初キャップを記録した。